# Pray 4 Love (singolo Rod Wave)
Pray 4 Love è un singolo del rapper statunitense Rod Wave, pubblicato il 18 marzo 2020 come quarto estratto dal secondo album in studio omonimo.

## Video musicale
Il video musicale è stato reso disponibile il 18 marzo 2020, in concomitanza con l'uscita del singolo.

## Tracce
Testi e musiche di Frank Dante Gilliam III e Rodarius Green.
1. Pray 4 Love – 2:57

## Classifiche
| Classifica (2020) | Posizione massima |
| ----------------- | ----------------- |
| Stati Uniti       | 67                |